# Team SIII Waiting Stage「天才少女日記」公演
SHY48 Team SIII Waiting Stage「天才少女日記」公演是SHY48的劇場公演。此套公演同時為SHY48 Team SIII的第二套公演，也是將姊妹團體原有曲庫組合而成的復刻公演。

## 概要
《天才少女日記》接續出道公演《心的旅程》，將姊妹團體SNH48的眾多經典曲目重新演繹。本套公演以少女日記的方式開篇，記錄了少女偶像的青春成長軌跡，展示年初剛出道的SHY48 Team SIII成長過程，也象徵邁向新旅途的節點。

## 公演曲目
本編
1. overture(SHY48 ver.)
2. 心的旅程
（作詞：淺紫　作曲：淺紫　編曲：謝維）
3. 鑽石吶喊
（作詞：秋元康　作曲：井上義正（日语：井上ヨシマサ）　編曲：井上義正（日语：井上ヨシマサ））
4. 愛的幸運曲奇
（作詞：秋元康　作曲：伊藤心太郎（日语：伊藤心太郎）　編曲：武藤星兒（日语：武藤星児））
5. BINGO!
（作詞：秋元康　作曲：成瀨英樹（日语：成瀬英樹）　編曲：大內哲也（日语：大内哲也））
6. 巧克力之吻
（作詞：秋元康　作曲、編曲：Funta（日语：Funta））
7. 好友創可貼
（作詞、作曲：鴨毛　編曲：戴浪）
8. 黑天使
（作詞：秋元康　作曲：宮島律子（日语：宮島律子）　編曲：市川裕一）
9. 糖
（作詞：秋元康　作曲：川崎里實（日语：川崎里実）　編曲：野中"まさ"雄一（日语：野中"まさ"雄一））
10. 降落傘
（作詞：淺紫　作曲：姜帆　編曲：謝維）
11. 夜蝶
（作詞：秋元康　作曲：宮島律子　編曲：野中“まさ”雄一、田口智則（日语：田口智則）、稻留春雄）
12. 天真
（作詞：秋元康　作曲：橫健介（日语：横健介）　編曲：野中"まさ"雄一）
13. 女王殿下
（作詞：秋元康　作曲：上杉洋史（日语：上杉洋史）　編曲：近田潔人）
14. 粉色城堡
（作詞：廖羽　作曲、編曲：Mcflied）
15. 夕陽下的約定
（作詞：秋元康　作曲：岡田實音（日语：岡田実音）　編曲：高島智明）
16. 48個秘密
（作詞：小7　作曲、編曲：shalip onte）
17. 下課鈴聲
（作詞：秋元康　作曲：白戶佑輔（日语：白戸佑輔）　編曲：野中"まさ"雄一）
18. 我的舞台
（作詞：甘世佳　作曲、編曲：ASPJ）

## SHY48 Team SIII Waiting Stage「天才少女日記」公演
- 公演期間：2017年7月1日[3]－2018年4月22日
- 出演成員
  - 常规16人演出：陳奕君、馮譯瑩、關思雨、韓家樂、菅瑞靜、賴梓惜、劉嬌、劉娜、盧天惠、秦璽、孫敏、王詩蒙、楊允涵、葉錦童、臧聰、趙佳蕊
  - 初日演出：陳奕君、馮譯瑩、關思雨、韓家樂、菅瑞靜、賴梓惜、劉嬌、劉娜、盧天惠、秦璽、孫敏、王詩蒙、楊允涵、葉錦童、臧聰、趙佳蕊
- 分組曲擔當
  - 巧克力之吻（馮譯瑩、關思雨、秦璽）
  - 好友創可貼（陳奕君、菅瑞靜、孫敏、葉錦童）
  - 黑天使（王詩蒙、楊允涵、臧聰）
  - 糖（韓家樂、盧天惠、趙佳蕊）
  - 降落傘（賴梓惜）
  - 夜蝶（劉娜、劉嬌）

## 外部連結
- SHY48官方網站（页面存档备份，存于）

Template:SHY48